# Kenessei András
Kenessei András (Budapest, 1942. január 12. –) művészettörténész, író, újságíró.

## Életpályája
1964-től jelentek meg cikkei, művészeti írásai, kritikái szakfolyóiratokban, napi- és hetilapok kulturális rovataiban (Budapester Rundschau, Élet és Irodalom, Művészet, Népszabadság, Ország-világ, Rakéta Regényújság, Tükör, Új Tükör). 1966 után rendszeresen jelentek meg szépirodalmi munkái a Kortárs, az Új Írás című irodalmi folyóiratok hasábjain.
A Kölcsey Ferenc Gimnáziumban érettségizett 1960-ban. Két évvel később sikeres felvételit tett az ELTE Bölcsészettudományi Kar magyar-művészettörténet szakán, ahol 1967-ben végzett. Diplomamunkáját a magyar eklektikus építészet nagy, városformáló vállalkozásáról, a Sugárút (ma Andrássy út – a magyar Avenue des Champs Élysées) megépítéséről írta – a szakmában elsőként. A magyar és nemzetközi építészet iránti érdeklődése később sem lankadt.
Diplomájának megszerzése után több évig szabadfoglalkozásúként írásai jövedelméből tartotta el magát, végül a Magyar Hanglemezgyártó Vállalat által kiadott prózai és dzsessz-lemezek szerkesztője lett. (Latinovits Zoltán: Ady-versek, Darvas Iván: Egy őrült naplója). 1975-77 közt az Országos Vízügyi Hivatal sajtóosztályának munkatársa volt.
1977 nyarától 1992 májusáig a Magyar Hírlap kulturális és külpolitikai rovatánál dolgozott. Eleinte munkatárs, később rovatvezető-helyettes, majd lap-főmunkatárs volt. Megírt anyagainak és cikkeinek tanúsága szerint mindenekelőtt a képzőművészet és a táncművészet (balett, néptánc) érdekelte. Számos, szakmailag megalapozott, az alkotók iránti empátiával, de karakán szókimondással megírt kritikái nyomán Seregi László, a Magyar Állami Operaház balettigazgató-koreográfusa felkérte mindhárom Shakespeare-balettjének operaházi műsorfüzetébe foglalt kísérő tanulmány írására.
A Magyar Hírlapba szinte minden műfajban írt cikket, kritikát, beszámolót, interjút, riportot, publicisztikát valamint kritikákat filmről, színházról, rádió-és tévéműsorokról, könyvekről, lemezekről. A szerkesztőségben töltött másfél évtized utolsó harmadában egyre nagyobb érdeklődéssel fordult a kultúra gazdasági kérdései felé és távozása után még hosszú évekig írt heti egy-egy anyagot a magyar-, és nemzetközi műkereskedelem esztétikai és gazdasági eseményeiről a lap Pénz Plusz Piac című gazdasági mellékletébe. Ekkor kezdett érdeklődni a tőzsde iránt is.
Az 1980-as évektől kezdett külsős munkatársként dolgozni a Magyar Rádió kulturális műsoraiban, mindenekelőtt a Kepes András vezette Láttuk, Hallottuk című heti kulturális kritikai magazinban. 1986-tól a Magyar Televízió Aczél Endre főszerkesztő irányításával készült Tv-Hiradó külsős munkatársaként számos kulturális anyagot forgatott a hazai és a nemzetközi kulturális és művészeti élet kimagasló személyiségeivel.
A Magyar Rádió 1987-ben mutatta be Terézvárosi hazugság című rádiójátékát (Rendező: Pós Sándor, dramaturg: Benedikty Béla, szereplők: Haumann Péter, Béres Ilona, Vajda László.) 1989-től műkereskedelemmel és műkereskedelmi kommunikációval foglalkozott, számos művészeti-műkereskedelmi cikket, esszét, beszámolót, kritikát írt, a Magyar Hírlap mellett a Világgazdaság (Zöld Újság), a Népszabadság és hetilapok számára, megteremtve ezzel egy új műfajt a magyar sajtóban. A Kiskereskedők Országos Szervezete (KISOSZ) felkérte első nyilvános műkereskedői tanfolyamának művészettörténeti szak-előadójának, valamint a tanfolyamhoz szükséges tankönyv megírására.
1991-től kiadója és szerkesztője volt a Műtárgy Régiség c. műkereskedelmi folyóiratnak, a lap 2009-es megszűnéséig. A lapalapítás időpontja egybeesett a Sotheby’s egynapos budapesti konferenciájával, amelyet az aukciós világcég akkor még Budapesten működő irodáját igazgató, Soraya Gräfin von Stubenberg segítségével szervezett meg és bonyolított le a Fészek Művészklubban. Ezen a Sotheby’s hat részlegvezetője magyar műkereskedők számára tartott előadást.
A Magyar Televízió 1991-ben mutatta be a Százezer ős című családregényéből készített tévéfilmet (Rendező: Szántó Erika, operatőr ifj. Marton Frigyes, szereplők: Kern András, Hernádi Judit, Egri Kati, Sinkovits Imre, Gáspár Sándor, Ujlaki Dénes).
1998-tól a Licit c. műkereskedelmi televíziós magazin szerkesztő-műsorvezetője volt, ugyanakkor az ezredfordulótól a Magyar Rádió Chaplin kalapja c. műsorának műkereskedelmi rovatvezetője (szerkesztő: Simkó János) és a Tőzsdevilág heti műsor munkatársa volt.
2000-től Bécsben és Budapesten él, kortárs magyar festők műveiből kiállításokat szervez és rendez Ausztriában és Magyarországon, osztrák állampolgárságú élettársával Továbbra is folytatja magyar nyelvű kritikai munkásságát, elsősorban az internetes felületeken, mind a képzőművészet, mind a tánc műfajában. 2005-7 közt a Gazdasági Rádió főmunkatársaként naponta tőzsdei anyagokat és heti egy alkalommal 60 perces interjúkat készített. Érdeklődési területe a képzőművészet, a zene, a tánc, valamint a szépirodalom egysége, a kortárs magyar képző- és iparművészet, a XX. századi építészet és városépítészet. Mintegy 2000 cikk, tanulmány, esszé, művészportré és interjú szerzője. 2010-től kezdődően rendszeresen jelennek meg írásai a Népszava Szép Szó mellékletében, a BBC History magyar kiadásának havi folyóiratában, valamint a tudas.hu, a mendzsmentforum.hu és a privatbankar.hu internetes médiumok felületein.

## Könyvei
- Esős október (Albatrosz, Magvető Könyvkiadó, 1969, Budapest) – Albert Harald szerzői álnéven
- Történetek és kitalálások, (Szépirodalmi Könyvkiadó, Budapest, 1972.)
- Szeretők ideje (Móra Kozmosz Könyvkiadó, Budapest, 1979.)
- A nyomozást abbahagyni! (Helikon,Budapest, 1981.)
- Szakíts, ha bírsz (Móra Kozmosz Könyvkiadó Budapest, 1986.)
- Lengőlábú Olivér (Officina Nova, Budapest, 1988)
- Százezer ős, (Szépirodalmi Könyvkiadó, Budapest, 1989.)
- Az átkozott lehetőség, (Móra, Galaktika Könyvek, Budapest, 1989.) – Hank Jeff szerzői álnéven
- Művészettörténet dióhéjban KISOSZ, Budapest, 1990)
- Őszinte részvényem, avagy Hogyan tőzsdézzünk? (PuttoPress, Budapest, 2004.)
- Sumertől a magyarig – Ki a magyar? Mi a magyar? (L’Harmattan Kiadó, Budapest, 2021.)
- Árpádtól Istvánig – A homály évszázada (l’Harmattan Kiadó,  Budapest, 2024.)